# Novemberljussläktet
Novemberljussläktet (Plectranthus) är ett växtsläkte inom familjen kransblommiga växter med cirka 350 arter. Släktet förekommer främst i varma klimat från Afrika, via Asien till Australien och till öarna i Stilla Havet. Flera arter odlas som prydnadsväxter, blad- och rotgrönsaker och som medicinalväxter. I Sverige odlas några arter som rums- och utplanteringsväxter.

## Beskrivning
Novemberljussläktet består av fleråriga örter eller halvbuskar. De är ofta aromatiska, med ett indumentum av enkla hår. Bladen är enkla, ofta köttiga, skaftade och med vågig till tandad kant. Blommorna sitter i knippen, klasar eller i axliknande blomställningar. De är vanligen vita, violetta eller blåaktiga. Blomfodret är tvåläppigt och klocklikt, tänderna är märkbart ojämlika, överläppen består av en i stort sett oval flik, underläpp av fyra spetsiga tänder. Kronan är tvåläppig, överläppen är kort och fyrflikig, underläppen är hel. Blompipen är längre än  fodret och vanligen böjt och svullet upptill. Ståndarna är fyra och förenade vid basen. Frukterna består av äggformade till avlånga nötter.

## Etymologi
Det vetenskapliga namnet Plectranthus kommer av grekiskans πληκτρον (plectron, nyckel) och άνθος (anthos, blomma). Det syftar till blommans form.

## Systematik
Typart för släktet är malbuske (P. fruticosus). Novemberljussläktet räknas till subtribus Plectranthinae, inom tribus Ocimeae, som i sin tur är en del av underfamiljen Nepetoideae.

### Webbkällor
- 'eFloras 2008. Flora of Pakistan. Missouri Botanical Garden, St. Louis, MO & Harvard University Herbaria, Cambridge, MA.
- Sveriges lantbruksuniversitet 2012–. Plectranthus från Svensk Kulturväxtdatabas (SKUD). Läst: 26 januari 2013